# Echimys vieirai
Echimys vieirai is een stekelrat die voorkomt tussen de rivieren Tapajós en Madeira in de Braziliaanse staten Pará en Amazonas. De soort is genoemd naar Carlos Octaviano da Cunha Vieira, een groot Braziliaans bioloog.
Het is een bruinachtige soort met een donkerder hoofd. Tussen de bek en de ogen zit een zwart "masker". De schedel van E. vieirai lijkt zeer sterk op die van E. chrysurus, maar in andere kenmerken verschillen ze weer.